# Obrechies

Obrechies este o comună în departamentul Nord, Franța. În 1 ianuarie 2022 avea o populație de 273 de locuitori.